# تشویق کننده (فیلم)
تشویق کننده (به انگلیسی: The Clapper) یک فیلم کمدی آمریکایی محصول ۲۰۱۷ است که بر اساس رمانی از دیتو مانتیل و به نویسندگی و کارگردانی خود او، ساخته‌شده‌است. در این فیلم بازیگرانی همچون اد هلمز، آماندا سایفرد، تریسی مورگان، راسل پیترز و آدام لوین به ایفای نقش پرداخته‌اند. همچنین آلن تیک آخرین نقش خود را قبل از درگذشتش در ۱۳ دسامبر ۲۰۱۶ بازی‌کرد. این فیلم در صدا و سیمای جمهوری اسلامی ایران به‌نام «آقای تشویق» دوبله و پخش شده‌است.

## خلاصهٔ فیلم
ادی کرامبل با بازی اد هلمز، در برنامه‌های تلویزیونی شرکت می‌کند و برای شرکت در این برنامه‌ها پول می‌گیرد. تااین‌که توجه یکی از برنامه‌های طنز به سوی او جلب می‌شود و این باعث برهم خوردن زندگی ادی می‌شود. ادی که به دختری به‌نام جودی با بازی آماندا سایفرد علاقه‌مند بوده‌است، به‌خاطر این برنامه جودی را از دست می‌دهد…

## تاریخ پخش
نمایش جهانی فیلم در جشنوارهٔ فیلم ترایبکا به تاریخ ۲۳ آوریل ۲۰۱۷ صورت گرفت. اندکی پس از آن مومنتوم پیکچرز و نتفلیکس حق توزیع فیلم را به‌دست آوردند. همین‌طور فیلم در یک انتشار محدود و در غالب ویدئو هنگام درخواست به تاریخ ۲۶ ژانویه ۲۰۱۸ منتشر شد. این برنامه از طریق نتفلیکس در اول ماه مه ۲۰۱۸ منتشر شد.

## جوایز
در سی و نهمین دورهٔ جوایز تمشک طلایی، آماندا سایفرد به خاطر بازی در نقش جودی، نامزد بدترین بازیگر نقش زن شد.